# Lliura (unitat de massa)
La lliura (lb) és una unitat de massa utilitzada actualment en el sistema imperial d'unitats, en el sistema d'unitats de mesura dels Estats Units i en altres sistemes d'unitats de mesura. La lliura ha estat usada des de l'antiga Roma. La paraula (derivada del llatí) significa "escala" o "balança", i encara és el nom de la principal unitat de massa usada als països anglosaxons, i també de la moneda britànica, que malgrat anomenar-se pound, se simplifica amb lb. 1 lliura equival a 0,45359237 quilograms i, al seu torn, 1 quilogram equival a 2,20462262 lliures.
La lliura catalana (ara no normativa i amb ús escàs, però encara vigent entre gent gran i en botigues de barri) equivalia a 400 grams i es dividia en 12 unces. Vint-i-sis lliures catalanes eren una arrova.

## Història
Molt després de la caiguda de l'Imperi Romà Occidental, cada regió europea tenia la seva pròpia manera d'estimar el valor d'una lliura, i van sorgir nombroses unitats de massa també anomenades lliura. La lliura llatina equivalia a 273 grams. Com a unitat monetària de compte, però, s'usava la lliura grega, de 3.274 grams. Tot i que molts exemples de lliures o asos s'han conservat, curiosament el seu pes varia (fins a un màxim de dues onzes) entre exemplars i no s'ha trobat una explicació satisfactòria. El seu nom alternatiu fou as (vegeu As romà).
Carlemany, que pretenia ser hereu de la tradició imperial romana, va impulsar un conjunt d'actuacions de caràcter recuperador que s'ha conegut com a Renaixement carolingi, així es va poder reconstruir el sistema de pesos romà a partir d'una unça romana ben conservada de 27,425 g, sobre la qual va fer pivotar el seu sistema de pesos:
- Per una banda, l'anomenada lliura romana de 12 unces, amb un pes actual de 329,1 g que es va usar sobretot pel pesatge de bens.
- I per l'altra, lliura de carolíngia de 16 unces, actualment 434,8 g, que va ser destinada especialment a la producció monetària. D'aquesta lliura es varen obtenir 240 diners d'argent en total, i es va ajustar el valor anterior del sou de 22 a 20 la lliura, amb la qual cosa es va establir un sistema monetari que tenia una relació d'equivalències basat en 1 lliura = 20 sous = 240 diners, relació que s'ha mantingut inalterada en els sistemes monetaris de tradició carolíngia i en la comptabilitat fins a la implantació del sistema mètric decimal.[1]

Tanmateix la pretensió unificadora carolíngia no es va poder mantenir en el temps, i bé fos per la incapacitat de reproduir perfectament el pes exacte o per tendències conservadores de sistemes anteriors o bé per interessos més o menys especulatius, els pesos tornaren a divergir al llarg de l'edat mitjana, i a més, en la majoria de llocs, la mesura de referència per a la producció monetària, no en la comptabilitat, va passar a ser el marc.
Per resoldre el problema, Antoine Lavoisier va proposar substituir les lliures i altres antigues unitats a tot Europa pel gram, els seus múltiples i submúltiples. Amb el pas del temps, totes les nacions europees van abandonar l'ús de la lliura per substituir-la pel quilogram, excepte els països anglosaxons, les quals encara l'usen, i algunes altres amb influència d'aquests països, com Puerto Rico o Panamà.

## Lliures en ús
Els països anglosaxons encara usen dos tipus de lliures:
- La lliura avoirdupois (pound avoirdupois, en anglès) és la lliura d'ús comú. S'abreuja lb i quotidianament se l'anomena solament pound. Equival a 453,59237 grams i també a:
  - 7.000 grans
  - 256 dracmes avoirdupois
  - 16 unces avoirdupois
  - 0,071428571428571 stones
  - 0,04 arroves

- La lliura troy (pound troy, en anglès) és un tipus de lliura que s'usa únicament en joieria i orfebreria. Equival a 373,2417216 grams i també a:
  - 5.760 grans
  - 240 pennyweights
  - 96 dracmes troy
  - 12 unces troy

En alguns països de l'Amèrica Llatina, com Colòmbia i Veneçuela, s'utilitza la paraula lliura per referir-se a mig quilogram (500 grams): aquesta és la lliura mètrica.

## Lliures obsoletes
- La lliura farmacèutica anglosaxona (pound apothecary, en anglès) era usada en les farmàcies i farmacologia. Una lliura d'aquestes equival a 373,2417216 grams, i també a:
- 5.760 grans
- 288 escrúpols
- 96 dracmes farmacèutiques
- 12 unces farmacèutica

- La lliura catalana equivalia a 400 grams i es dividia en 12 unces. Vint-i-sis lliures catalanes eren una arrova. La terça era de la mateixa mida que la lliura però només es feia servir per a pesar carn.

- La lliura castellana es va utilitzar al Regne de Castella i les seves colònies. Equivalia a 460 grams.

## Història documentada
El terme lliura ( i els termes equivalents) aplicat a la unitat de massa (o la unitat de pes) ha tingut significats diversos al llarg del temps i segons els indrets geogràfics.

### Antiga Roma
La unitat bàsica de pes era la lliura que constava de dotze unces. L’equivalència amb les mines àtiques considerava que quatre lliures romanes igualaven a tres mines àtiques.

#### Marc Terenci Varró
A la seva obra De lingua latina («Sobre la llengua llatina») va tractar de la lliura amb una certa extensió.

#### Juli Cèsar
Explicant la Guerra de les Gàlies parla de fones que tiraven pedres d’una lliura.

#### Plini el Vell
Parlà de l’equivalència de les dracmes àriques i els denaris romans. Tractant de la porpra esmentà el gran preu d’un lliura de producte.

### Època goda
- c600 dC.Isidor de Sevilla. A les Etymologiae parla d’unitats de pes i de la lliura.

| « | ...Abusive autem pondus libra una est... | » |
| — |                                          |   |

### Imperi Carolingi
La lliura carolíngia (pondus Caroli, lliura de carlemany, Karlspfund) era la unitat de mesura per a pesar i encunyar monedes. Una lliura de plata equivalia a dos-cents quaranta diners d’argent.

### Països Catalans
- 1354. En les “Ordinacions sobre lo fet de la mar”, fetes per Bernat II de Cabrera es fixa la ració de bescuit per a tots els tripulants embarcats en les galeres catalanes: 2 lliures diàries, igual a 800 grams.[8]

| «                                                        | PROVISIÓ DEL BESCUYT. Primerament es ordonat : que per la Cort sien dades a cascuna persona que vaie en les Galées del Senyor Rey 24 onces de pa cascun dia, que son dos lliures. Axi que ha mester una Galéa á 4 mesos, en que van comunament 225 persones tengudes de Galea, á rahó de 4 quintars é 50 lliures lo dia, que serien lo mes 135 quintars, qui fan á 4 mesos 540 quintars. | » |
| — Ordinacions sobre lo fet de la mar. Bernat de Cabrera. | |   |

- 1386. Preu de la lliura de carn de vedella a Gandia.[9]
- c 1450. Noms dels peixos al Llibre del mostassaf d'Eivissa.[10][11]

| «                                 | ... Item més. Lo gerret, bogua e gerla e tot peix de xàuega e de bolig, exceptat peix de ventura se vena la lliura de XVIII onzes a rahó de dos diners per lliura en pena de XX sous qui contrafarà... | » |
| — Llibre del mostassaf d'Eivissa. | |   |

- 1708. Inventaris de Mataró: «...82 lliures i 11 unces de cotxinilla...».[12]

### Gran Bretanya
El sistema monetari basat en la lliura esterlina fou introduït pel rei Offa de Mèrcia (757-796). Estava inspirat en la lliura d’argent saxona. Després de la conquesta normanda, la lliura saxona es conegué com «tower pound» o «moneyer’s pound». L’any 1528, sota el regnat d’Enric VIII, el Parlament adoptà la «troy pound».

## Obres literàries
- 1596. El mercader de Venècia de William Shakespeare.[17]
- 1719. Daniel Defoe. Les aventures de Robinson Crusoe. L’obra és plena de referències a les lliures. Particularment a les lliures de pólvora.
- 1898. Woman and the Shadow: A Novel.[18]

## Artilleria
Al llarg de molts anys la classificació tradicional dels canons es basava en el pes del projectil (bala o pilota) que disparaven. Pes indicat en lliures.
En el «Breu tractat d’Artilleria» de Francesc Barra s'explica de forma pràctica la relació entre el colliure (calibre) i el pes del projectil.

## Tir amb arc
L’anomenada «potència» d’un arc s'indica en lliures força.

## Expressions relacionades
- Premsa de lliura